# Jamtara
Jamtara là một thành phố và là một khu vực quy hoạch (notified area) của quận Dumka thuộc bang Jharkhand, Ấn Độ.

## Địa lý
Jamtara có vị trí 23°57′B 86°48′Đ / 23,95°B 86,8°Đ Nó có độ cao trung bình là 155 mét (508 feet).

## Nhân khẩu
Theo điều tra dân số năm 2001 của Ấn Độ, Jamtara có dân số 22.426 người. Phái nam chiếm 52% tổng số dân và phái nữ chiếm 48%. Jamtara có tỷ lệ 66% biết đọc biết viết, cao hơn tỷ lệ trung bình toàn quốc là 59,5%: tỷ lệ cho phái nam là 75%, và tỷ lệ cho phái nữ là 57%. Tại Jamtara, 13% dân số nhỏ hơn 6 tuổi.